# Tritio
El tritio es un isótopo natural (y también producido de forma artificial) del hidrógeno; es radiactivo. Su símbolo es ³H. Su núcleo consta de un protón y dos neutrones. Tiene un periodo de semidesintegración de 12,3 años (4500±8 días). El tritio se produce por bombardeo con neutrones libres de blancos de litio, boro o nitrógeno. Su producto de desintegración es ³He+1
Al tener su núcleo tres nucleones que participan en la interacción fuerte, y solo un protón cargado eléctricamente, con el tritio se puede realizar la fusión nuclear más fácilmente que con el isótopo más común del hidrógeno (hidrógeno-1).
El tritio (hidrógeno-3) es producido naturalmente por la acción de los rayos cósmicos sobre los gases atmosféricos. También puede ser obtenido artificialmente en el laboratorio.
A medida que el núcleo del tritio se transmuta, emite un electrón, causando una liberación de energía en forma de radiación beta. Se forma entonces un nuevo núcleo con dos protones y un neutrón, de forma tal que se convierte en una forma no radiactiva de helio (helio-3).
El tritio produce emisiones beta de baja energía y no emite ningún otro tipo de radiación primaria. De hecho, el tritio emite el nivel más bajo de energía por radiación beta de todos los isótopos (en la práctica implica que sus partículas beta son fácilmente detenidas por finas capas de cualquier material sólido).
Se espera que a medio o largo plazo la tecnología logre fusionar de forma controlada tritio y deuterio. Esta fuente de energía sería inagotable, pues el deuterio está presente en el agua de mar y el tritio es también muy abundante en la corteza terrestre. En un primer momento el tritio se produciría mediante la radiación por neutrones de litio en reactores de fisión nuclear, para más tarde aplicar un método de obtención de tritio a partir de unos paneles de litio en los reactores de fusión nuclear que serían bombardeados por los neutrones libres producto de la fusión. El producto de la fusión de ambos elementos es el helio, que no es radiactivo, pero se producirían residuos radiactivos en la fase previa de fisión nuclear que utilizaría uranio o plutonio para producir tritio antes de aplicar un método de obtención de tritio en los reactores de fusión nuclear.

## Historia
El tritio fue producido por primera vez en 1934 a partir del deuterio, otro isótopo del hidrógeno, por Ernest Rutherford, trabajando con  Mark Oliphant y Paul Harteck. Rutherford fue incapaz de aislar el tritio, un trabajo que hicieron Luis Walter Álvarez y Robert Cornog, que dedujeron correctamente que la sustancia era radiactiva. Willard Frank Libby descubrió que el tritio se podría utilizar para la datación del agua, y, por lo tanto, del vino.

## Desintegración

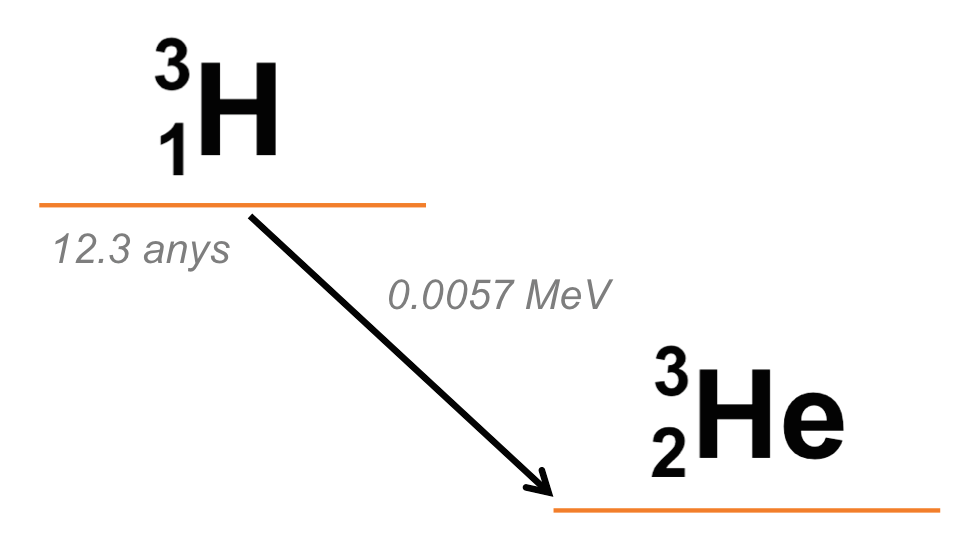
Desintegración de tritio en helio

Aunque el tritio tiene varios valores diferentes de su vida media determinados experimentalmente, el Instituto Nacional de Estándares y Tecnología de EE. UU. indica 4500±8 días (12,32±0,02 años). Se desintegra en helio-3 por desintegración beta según esta ecuación nuclear:
{\displaystyle {\ce {^{3}_{1}H\to _{2}^{3}{He^{+}}+{e^{-}}+{\bar {\nu }}_{e}}}}
y libera 18,6 keV de energía en el proceso. La energía cinética del electrón varía, con una media de 5,7 keV, mientras que la energía restante se la lleva el antineutrino electrónico, casi indetectable. Las partículas beta procedentes del tritio sólo pueden penetrar unos 6,0 milímetros (0,24 pulgadas) de aire, y son incapaces de atravesar la capa muerta más externa de la piel humana. Debido a su baja energía en comparación con otras partículas beta, la cantidad de radiación de frenado generada también es menor. La energía inusualmente baja liberada en la desintegración beta del tritio hace que la desintegración (junto con la del renio-187) sea apropiada para mediciones absolutas de la masa de neutrinos en el laboratorio (el experimento más reciente de este tipo es KATRIN).
La baja energía de la radiación del tritio dificulta la detección de compuestos marcados con tritio, excepto mediante el recuento por centelleo líquido.

## Producción

### Litio
El tritio se produce con mayor frecuencia en los reactores nucleares por activación neutrónica del litio-6. La liberación y difusión del tritio y el helio producidos por la fisión del litio puede tener lugar dentro de cerámicas denominadas cerámicas reproductoras. La producción de tritio a partir de litio-6 en tales cerámicas reproductoras es posible con neutrones de cualquier energía, aunque la sección transversal es mayor cuando los neutrones incidentes tienen menor energía, llegando a más de 900 barns para neutrones térmicos. Se trata de una reacción exotérmica, que produce 4,8 MeV. En comparación, la fusión de deuterio con tritio libera unos 17,6 MeV de energía. Para aplicaciones en reactores de energía de fusión propuestos, como el ITER, se están desarrollando guijarros (pebbles) compuestos por cerámicas que contienen litio, como Li2TiO3 y Li4SiO4, para la generación de tritio dentro de un lecho de guijarros refrigerado por helio, también conocido como manto generador (blanket breeder).
Li-6 + n -> He-4 (2.05 MeV) + T (2.75 MeV)
Los neutrones de alta energía también pueden producir tritio a partir de litio-7 en una reacción endotérmica (que consume calor neto), consumiendo 2,46 MeV. Esto se descubrió cuando la prueba nuclear Castle Bravo de 1954 produjo un rendimiento inesperadamente alto.
Li-7 + n -> He + T + n 

### Boro
Los neutrones de alta energía que irradian boro-10 también producen ocasionalmente tritio:
B-10 + n -> 2He + T
Un resultado más común de la captura de neutrones de boro-10 es 7 Li y una única partícula alfa.
Especialmente en los reactores de agua a presión que sólo termalizan parcialmente los neutrones, la interacción entre neutrones relativamente rápidos y el ácido bórico añadido como calce (shim) químico produce cantidades pequeñas pero no despreciables de tritio. 

### Deuterio
En los reactores moderados por agua pesada también se produce tritio cuando un núcleo de deuterio captura un neutrón. Esta reacción tiene una sección transversal de absorción bastante pequeña, por lo que el agua pesada es un buen moderador de neutrones, y se produce relativamente poco tritio. Aun así, puede ser conveniente limpiar el tritio del moderador al cabo de varios años para reducir el riesgo de que se escape al medio ambiente. La "Tritium Removal Facility" de Ontario Power Generation procesa hasta 2500 toneladas (2500 toneladas largas; 2800 toneladas cortas) de agua pesada al año, y separa unos 2,5 kg (5,5 lb) de tritio, dejándolo disponible para otros usos. Los reactores CANDU suelen producir 130 g (4,6 oz) de tritio al año, que se recupera en la Instalación de Recuperación de Tritio de Darlington (DTRF) anexa a la Central Nuclear Darlington, de 3512 MW eléctricos. La producción total en la DTRF entre 1989 y 2011 fue de 42,5 kg (94 lb) -con una actividad de 409 megacurios (15 100 PBq)-, lo que supone una media de unos 2 kg (4,4 lb) al año.La administración canadiense habría decidido el cierre de esos reactores de fisión, lo que dificultaria el suministro de tritio para reactores de fusión como el ITER
La sección transversal de absorción del deuterio para los neutrones térmicos es de aproximadamente 0,52 milibares, mientras que la del oxígeno-16  es de unos 0,19 milibares y la del oxígeno-17  es de unos 240 milibares. Mientras que el 16O es con diferencia el isótopo de oxígeno más común tanto en el oxígeno natural como en el agua pesada, dependiendo del método utilizado para la separación isotópica, el agua pesada puede tener un contenido de 17O y 18O. Debido a las reacciones de captura de neutrones y (n,α) (esta última produce 14C, un emisor beta indeseable de larga vida a partir del 17O) son "consumidores netos" de neutrones y, por tanto, no son deseables en un moderador de un reactor de uranio natural que necesita mantener la absorción de neutrones fuera del combustible lo más baja posible. Algunas instalaciones que eliminan tritio también eliminan (o al menos reducen el contenido de) 17O y 18O, que pueden utilizarse, al menos en principio, para el etiquetado isotópico.
India, que también cuenta con una gran flota de reactores de agua pesada a presión (inicialmente con tecnología CANDU, pero desde entonces ha desarrollado la tecnología IPHWR), también elimina al menos parte del tritio producido en el moderador/refrigerante de sus reactores, pero debido a la naturaleza de doble uso del tritio y al programa indio de fabricación de bombas nucleares, se dispone de menos información al respecto que en el caso de Canadá.

### Fisión
El tritio es un producto poco común de la fisión nuclear de uranio-235, plutonio-239 y uranio-233, con una producción de aproximadamente un átomo por cada 10 000 fisiones. Las principales vías de producción de tritio incluyen algún tipo de fisión ternaria. La liberación o recuperación de tritio debe tenerse en cuenta en el funcionamiento de los reactores nucleares, especialmente en el reprocesamiento de los combustibles nucleares y en el almacenamiento del combustible nuclear gastado. La producción de tritio no es un objetivo, sino más bien un efecto secundario. Algunas centrales nucleares lo emiten a la atmósfera en pequeñas cantidades. La voloxidación es un paso adicional opcional en el reprocesamiento nuclear que elimina los productos de fisión volátiles (como todos los isótopos del hidrógeno) antes de que comience un proceso acuoso. Esto permitiría, en principio, la recuperación económica del tritio producido, pero incluso si el tritio sólo se elimina y no se utiliza, tiene el potencial de reducir la contaminación por tritio en el agua utilizada, reduciendo la radiactividad liberada cuando el agua se vierte, ya que el agua tritiada no puede separarse del agua "ordinaria" salvo por separación isotópica.

### Fukushima Daiichi
En junio de 2016, la Tritiated Water Task Force (Grupo de Trabajo sobre Agua Tritiada) publicó un informe sobre el estado del tritio en el agua tritiada de la central nuclear de Fukushima Daiichi, como parte de la consideración de opciones para la eliminación final del agua de refrigeración contaminada almacenada. En él se señalaba que la cantidad de tritio almacenada en marzo de 2016 era de 760 TBq (equivalente a 2,1 g de tritio o 14 ml de agua tritiada pura) en un total de 860 000 m3 de agua almacenada. Este informe también identificó la reducción de la concentración de tritio en el agua extraída de los edificios, etc., para su almacenamiento, observándose una disminución de un factor de diez en los cinco años considerados (2011-2016), de 3,3 MBq/L a 0,3 MBq/L (tras la corrección por la desintegración anual del 5 % del tritio).
Según un informe de un grupo de expertos que estudia el mejor enfoque para abordar esta cuestión, "el tritio podría separarse teóricamente, pero no existe una tecnología de separación práctica a escala industrial. En consecuencia, se dice que una liberación medioambiental controlada es la mejor forma de tratar el agua con baja concentración de tritio" Tras una campaña de información pública patrocinada por el gobierno japonés, la liberación gradual al mar del agua tritiada comenzará en 2023. El proceso tardará décadas en completarse. China reaccionó con protestas pese a llevar años realizando el mismo proceso en sus propias centrales nucleares.

### Helio-3
El helio-3, producto de la desintegración del tritio, tiene una sección transversal muy grande (5330 barns) para reaccionar con neutrones térmicos, expulsando un protón; por lo tanto, se vuelve a convertir rápidamente en tritio en los reactores nucleares.
He-3 + n -> H + T 

### Rayos cósmicos
El tritio se produce de forma natural debido a la interacción de los rayos cósmicos con los gases atmosféricos. En la reacción más importante para la producción natural, un neutrón rápido (que debe tener una energía superior a 4,0 MeV) interactúa con nitrógeno atmosférico:
N-14 + n -> C-12 + H
A nivel mundial, la producción de tritio a partir de fuentes naturales es de 148 petabecquerelios al año. El inventario de equilibrio mundial de tritio creado por fuentes naturales permanece aproximadamente constante en 2590 petabecquerelios. Esto se debe a una tasa de producción fija y a pérdidas proporcionales al inventario.

### Historia de la producción
Según un informe de 1996 del Institute for Energy and Environmental Research (Instituto de Investigación Energética y Medioambiental) del Departamento de Energía de EE. UU., sólo se habían producido 225 kg (496 lb) de tritio en EE. UU. desde 1955 hasta 1996. Dado que decae continuamente en helio-3, la cantidad total restante era de unos 75 kg (165 lb) en el momento del informe) .
El tritio para las armas nucleares estadounidenses se producía en reactores especiales de agua pesada en el emplazamiento de Savannah River hasta su cierre en 1988. Con el Tratado de Reducción de Armas Estratégicas (START) tras el final de la Guerra Fría, los suministros existentes fueron suficientes para el nuevo y menor número de armas nucleares durante algún tiempo.
La producción de tritio se reanudó con la irradiación de barras que contenían litio (en sustitución de las barras de control habituales que contenían boro, cadmio o hafnio), en los reactores de la central nuclear comercial de Watts Bar de 2003 a 2005, seguida de la extracción de tritio de las barras en la nueva Instalación de Extracción de Tritio en el emplazamiento de Savannah River desde noviembre de 2006. Las fugas de tritio de las barras durante las operaciones del reactor limitan el número que puede utilizarse en cualquier reactor sin exceder los niveles máximos permitidos de tritio en el refrigerante.